# María Victoria Morera
María Victoria Morera Villuendas (Madrid, 25 de mayo de 1956-Ibidem, 5 de agosto de 2020) fue una diplomática española, la primera mujer en acceder a la Subsecretaría de Asuntos Exteriores. Embajadora de España en Bélgica (2004-2007) y Alemania (2017-2018).  

## Biografía
Licenciada en Derecho, ingresó en 1982 en la carrera diplomática. Ha estado destinada en las representaciones diplomáticas españolas en Alemania y Bruselas. Fue vocal asesora en 1994 y en 2000 en el Gabinete de la Presidencia del Gobierno, Directora del Instituto Cervantes de Bruselas y Directora del Gabinete de Ana Palacio, ministra de Asuntos Exteriores. En mayo de 2003 fue nombrada Subsecretaria del Ministerio de Asuntos Exteriores y de septiembre de 2004 a 2007 fue embajadora de España en Bélgica.
Desde el 13 de enero de 2012 hasta enero de 2017 fue directora general de Relaciones Bilaterales con Países de la Unión Europea, Países Candidatos y Países del Espacio Económico Europeo. Desde 2017 hasta octubre de 2018 fue embajadora de España en Alemania.
Mujer de profunda fe. Estaba casada con Antonio. El matrimonio tuvo dos hijos: Iñigo y Mavi.
Matoya Morera, como era conocida entre sus compañeros diplomáticos, falleció a consecuencia de un cáncer a los 64 años en la misma ciudad que la vio nacer.